# Jacob Ericksson (pietist)
Jacob Ericksson, född 6 september 1689 i Kelviå, död 18 september 1737 i Altona, var en finlandssvensk radikalpietist. 
Jacob Ericksson blev student vid Åbo Akademi 1707 och 1713 volontär vid Livdragonregementet.  Han befordrades i juni 1713 till förare, i juni 1715 till sergeant, 1716 till fältväbel och 1718 till kornett. 1717–1718 tjänstgjorde han i Halland och Västergötland och deltog i fälttåget till Norge – en tid var han även stationerad i södra Sverige. Under sin militärtid fångades han av pietismens budskap. 1724 begärde han avsked från militären för att återvända till Finland. Där slog han sig ned, tillsammans med brodern Erick Ericksson, på det ärvda hemmanet Bengtila i Kelviå socken. Gården hade legat öde sedan 1714. 
Trots sex års skattefrihet fick bröderna svårigheter att försörja sig på hemmanet. De råkade även snart i konflikt med prästerskapet, och vägrade besöka kyrkan och mottaga nattvarden. De ville inte heller låta döpa sina barn som 1732 därför tvångsdöptes. 1733 dömdes de av Åbo hovrätt till landsförvisning på grund av sin religiösa övertygelse. De kom till Sverige, men reste 1734 till Köpenhamn, där Jacob Ericksson blev ledare för en grupp på 62 personer som frivilligt valt att följa bröderna i deras landsflykt. De fick först tillstånd att slå sig ned i Fredericia, men vägrade att avlägga dansk medborgared och reste därför i stället vidare via Holland till Friedrichstadt där de vistades 1735–1736. Därifrån reste de 1736 vidare till Altona där Jacob Ericksson avled. Brodern Erick tog i stället över rollen som gruppens ledare.
Jacob och Erick Ericksson var söner till kyrkoherden i Kelviå Erik Essevius. Denne hade, inför ryssarnas ockupation av Finland 1714, till Sverige och avlidit 1715 i Luleå.